# Vittaria fudzinoi
Vittaria fudzinoi là một loài dương xỉ trong họ Pteridaceae. Loài này được Makino mô tả khoa học đầu tiên năm 1898.